# سرسینه‌گاه
سرسینه‌گاه (κεφαλή)
سرسینه‌گاه، که در برخی از گروه‌ها به آن پیش‌تَن prosomo نیز گفته می‌شود، یکی از بندهای () بدن از بندپایان مختلف است که شامل سر و سینه به‌هم جوش خورده است و از شکم در عقب متمایز می‌شود. (اصطلاحات prosomo و opisthosoma معادل cephalothorax و abdomen در برخی از گروه‌ها هستند. اصطلاحات prosomo و opisthosoma ممکن است توسط برخی از محققان در مواردی مانند عنکبوتیان ترجیح داده شود، جایی که شواهد فسیلی یا جنینی وجود ندارد که حیوانات در این گروه‌ها تا به حال سر و سینه‌ای جداگانه داشته باشند و opisthosoma شامل اندام‌هایی غیرمعمول برای یک شکم واقعی باشد، مانند قلب و اندام‌های تنفسی.)
کلمه cephalothorax از کلمات یونانی به معنای سر (κεφαλή, kephalé) و سینه (θώραξ, thorax) گرفته شده است. این ترکیب سر و سینه در گیره‌داران و سخت‌پوستان دیده می‌شود؛ در گروه‌های دیگر، مانند شش‌پایان (از جمله حشرات)، سر از سینه جدا می‌ماند. در خرچنگ‌های نعل اسبی و بسیاری از سخت‌پوستان، یک پوسته سخت به نام پشت‌لاک سرسینه‌گاه را می‌پوشاند.

## کالبدشناسی عنکبوتیان
- - گودی چشم (Fovea)**

گودی چشم مرکز سرسینه‌گاه است و در پشت سر قرار دارد (فقط در عنکبوت‌ها). اغلب در شناسایی مهم است. می‌تواند عرضی یا خمیده باشد و در برخی از رتیل‌ها (مثلاً Ceratogyrus darlingi) می‌تواند یک "شاخ" داشته باشد.
- - دماغه‌پوش (Clypeus)**

دماغه‌پوش فضای بین قدامی سرسینه‌گاه و چشمی است. در بیشتر عنکبوتیان یافت می‌شود. این به لب بی‌مهره متصل است، بین لب و صورت.
- - چشمی (Ocularium)**

چشمی یک "برجک" برای چشم‌های ساده است که در بیشتر عنکبوتیان یافت می‌شود. در عنکبوت‌های خرمن، ممکن است زینتی از خارها داشته باشد.
- - سه‌شاخه (Trident)**

سه‌شاخه گروه کوچکی از (معمولاً سه) خار است که منحصراً در عنکبوت‌های خرمن یافت می‌شود. در جلوی چشمی قرار دارد. در بین گونه‌ها از نظر اندازه متفاوت است. در برخی کاملاً وجود ندارد و در برخی دیگر به طور قابل توجهی بزرگ شده است.